# أولاد عطية (العطاوية الشعيبة)
أولاد عطية هو دُوَّار يقع بجماعة العطاوية الشعبية، إقليم قلعة السراغنة، جهة مراكش آسفي في المملكة المغربية. ينتمي الدوّار لمشيخة العطاوية الشعيبة التي تضم 3 دواوير. يقدر عدد سكانه بـ 1215 نسمة حسب الإحصاء الرسمي للسكان والسكنى لسنة 2004.

## روابط خارجية
- البوابة الوطنية للجماعات الترابية
- المندوبية السامية للتخطيط